# NGC 3931
NGC 3931 est une petite galaxie lenticulaire relativement rapprochée et située dans la constellation de la Grande Ourse. Elle a été découverte par l'astronome germano-britannique William Herschel en 1789. En plusieurs endroits, NGC 3931 est aussi désigné comme NGC 3917A.

## Caractéristiques
NGC 3931 présente une large raie HI.

### Distance
Sa vitesse par rapport au fond diffus cosmologique est de 1 091 ± 13 km/s, ce qui correspond à une distance de Hubble de 16,1 ± 1,1 Mpc (∼52,5 millions d'al).

### Morphologie
NGC 3931 a été utilisée par Gérard de Vaucouleurs comme une galaxie de type morphologique SA00 dans son atlas des galaxies,.

## Groupe de M109 et de M101
NGC 3931 fait partie d'un vaste groupe de galaxies qui compte au moins 41 membres, le groupe de M109 (NGC 3992). On retrouve parmi ses membres les galaxies NGC 3726, NGC 3782, NGC 3870, NGC 3877, NGC 3893, NGC 3896, NGC 3917, NGC 3922, PGC 37217 (identifié faussement à NGC 3924), NGC 3928, NGC 3949, NGC 3953, NGC 3985, M109 (NGC 3992), NGC 4010, NGC 4026, NGC 4085, NGC 4088, NGC 4100, NGC 4102, NGC 4142, NGC 4157, NGC 4217 et NGC 4220.
D'autre part, dans un article publié en 1998, Abraham Mahtessian indique que NGC 3931 fait aussi partie d'un groupe plus vaste qui compte plus de 80 galaxies, le groupe de M101. Plusieurs galaxies de la liste de Mahtessian se retrouvent également dans d'autres groupes décrits par A.M. Garcia, soit le groupe de NGC 3631, le groupe de NGC 3898, le groupe de M109 (NGC 3992), le groupe de NGC 4051, le groupe de M106 (NGC 4258) et le groupe de NGC 5457.
Plusieurs galaxies des six groupes de Garcia ne figurent pas dans la liste du groupe de M101 de Mahtessian. Il y a plus de 120 galaxies différentes dans les listes des deux auteurs. Puisque la frontière entre un amas galactique et un groupe de galaxie n'est pas clairement définie (on parle de 100 galaxies et moins pour un groupe), on pourrait qualifier le groupe de M101 d'amas galactique contenant plusieurs groupes de galaxies.

## Amas de la grande Ourse et superamas de la Vierge
Les groupes de M109 et de M101 font partie de l'amas de la Grande Ourse, l'un des amas galactiques du superamas de la Vierge.